# 14. návštěvní expedice (ISS)
14. návštěvní expedice (zkráceně EP-14; rusky Четырнадцатая экспедиция посещения, ЭП-14) na Mezinárodní vesmírnou stanici (ISS) byla krátkodobá výprava I So-jon, kosmonautky Korejského výzkumného institutu pro letectví a vesmír (KARI), na stanici. Po týdenním pobytu na ISS a splnění plánovaného programu se Korejka vrátila na Zem.

## Posádka

### Hlavní
- I So-jon (1), účastník kosmického letu, KARI

V závorkách je uveden dosavadní počet letů do vesmíru včetně této mise.

### Záložní
- Ko San, KARI

## Průběh výpravy

### Přípravy
Mezinárodní vesmírná stanice (ISS) byla od začátku listopadu 2000 trvale osídlena lidmi. Základní posádky stanice byly do havárie Columbie střídány raketoplány, jako záchranné čluny jim sloužily lodě Sojuz. Po přerušení letů raketoplánů v důsledku havárie byla velikost základních posádek stanice snížena na dva kosmonauty, jejichž dopravu zajišťovaly Sojuzy. Třetí místo v lodích obsazovali členové návštěvních posádek, po týdnu se vracející na Zem starým Sojuzem.
Místo v Sojuzu TMA-12 startujícím v dubnu 2008 obsadila I So-jon, kosmonautka Korejského výzkumného institutu pro letectví a vesmír (KARI). Poprvé dostala Jižní Korea nabídku na kosmický let v Sojuzu roku 1991, tehdy ještě na kosmickou stanici Mir. Ze sovětského návrhu nakonec nic nebylo. Po mnoha letech roku 2004 vlády Ruska a Jižní Koreje zahájily rozhovory a 21. srpna 2004 podepsaly dohodu o letu jihokorejského kosmonauta v Sojuzu na Mezinárodní vesmírnou stanici (ISS). Kosmické agentury obou zemí (Rosmosmos a KARI) upřesnily termín letu na duben 2007 a 7. prosince 2006 podepsaly smlouvu o podmínkách letu. O několik dní později, 25. prosince, KARI oznámila výsledky výběru budoucích kosmonautů - kandidáty na let se stali mladá specialistka na biotechnologie I So-jon a výzkumník věnující se otázkám umělé inteligence Ko San. V březnu 2007 oba zahájili přípravu ve Středisku přípravy kosmonautů (CPK) v Hvězdném městečku. V září téhož roku jihokorejská strana oznámila, že do vesmíru poletí Ko San a I So-jon bude náhradnicí. V březnu 2008 si kandidáti pod tlakem z ruské strany vyměnili místa.

### Let
Sergej Volkov a Oleg Kononěnko z Expedice 17 společně s I So-jon odstartovali 8. dubna 2008 11:17 UTC z kosmodromu Bajkonur v lodi Sojuz TMA-12; po dvou dnech samostatného letu se 10. dubna ve 12:57 UTC spojili se stanicí.

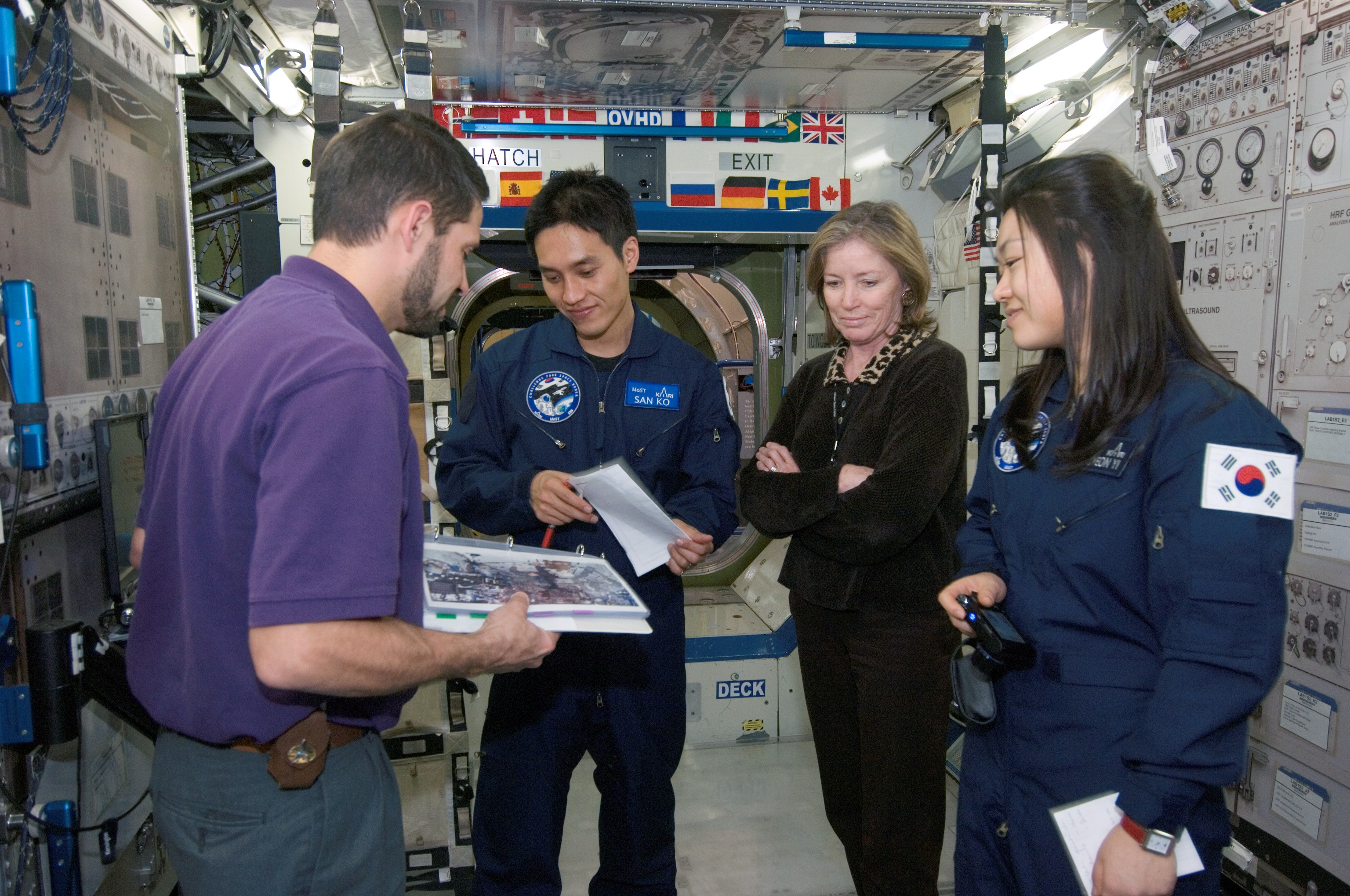
Ko San a I So-jon se seznamují s americkým segmentem ISS v Johnsonově vesmírném středisku v Houstonu. 14. ledna 2008

Po spojení se kosmonauti uvítali s posádkou ISS, vyložili náklad pro stanici a zahájili plánovanou činnost.
I So-jon se věnovala patnácti experimentům připravených jihokorejskými vědci. Byly to biologické experimenty – zkoumání klíčivosti semen jedenácti druhů rostlin, stárnutí mušky Drosophila melanogaster, sledování svého zdravotního stavu, hodnocení změn kvality korejských potravin v podmínkách kosmického letu. Dále sledovala blesky experimentálním teleskopem, fotografovala zemský povrch, sledovala metabolismus rostlinných, živočišných i lidských buněčných kultur.
K technologickým experimentům patřila syntéza krystalů zeolitů, syntéza organokovových porézních materiálů, měření úrovně hluku na stanici a stanovení jeho charakteristik a zdrojů, testování paměťových čipů, testování vah (vážících v rozsahu 50–200 gramů) v mikrogravitaci. Pro vzdělávací účely korejská kosmonautka pořídila foto a videodokumentaci letu, také předvedla vliv mikrogravitace na chování předmětů.
Experimenty zabraly korejské kosmonautce 53 hodin a 15 minut; 6 hodinami a 40 minutami práce pomohli i ruští kosmonauti; vyžádaly si dodávku 49,47 kg vybavení na stanici a návrat na Zem 8,13 kg materiálu s výsledky.
Po týdenním pobytu na ISS se 19. dubna 2008 5:06 UTC I So-jon a vracející se posádka Expedice 15 v Sojuzu TMA-11 odpoutali od stanice a týž den v 8:30 UTC přistáli v severním Kazachstánu, 278 km východně od Aktobe, 428 km daleko od plánovaného místa přistání. Korejka byla po návratu do Soulu dva týdny hospitalizována, měla v důsledku tvrdého přistání posunutou meziobratlovou ploténku.